# Francisco Matosas Roca
Francisco Matosas Roca (Igualada, 1901-22 de diciembre de 1998) fue un político español, alcalde de Igualada entre 1939 y 1940 y entre 1941 y 1951.

## Biografía
Era hijo del letrado y juez municipal Francisco Matosas Segalá y de Josefa Roca Esteve. Tanto su padre, miembro del Partido Conservador, como su abuelo, habían sido alcaldes de Igualada.
Francisco Matosas realizó el servicio militar en la década de 1920 y participó en la guerra del Rif.
Apoderado de banca y uno de los principales propietarios de Igualada, era de ideas monárquicas y militante de Acción Católica.
Al estallar la guerra civil, huyó de Igualada en agosto de 1936 junto a su hermano Ramón, gracias a contactos republicanos y al consulado francés. Se refugiaron en Francia, en Saint-Zacharie. En 1937 Francisco regresó a España para alistarse al Tercio de requetés Nuestra Señora de Montserrat con el grado de cabo, siendo más tarde ascendido a sargento provisional de milicias. Luchó en diversos frentes (Aragón, Ávila, Extremadura y el Ebro), siendo herido en varias ocasiones. Fue reconocido como caballero mutilado y condecorado con la Medalla de Sufrimientos por la Patria.
Tras la guerra, fue alcalde de Igualada en dos periodos (1939–1940 y 1941–1951), además de ocupar cargos dentro del régimen franquista como delegado gubernativo, jefe local de FET y de las JONS y diputado provincial (1948-1951). En 1956 era delegado comarcal de la Hermandad del Tercio de Requetés de Nuestra Señora de Montserrat.
Era primo hermano de José Roca Puget, alcalde de Igualada durante la dictadura de Primo de Rivera asesinado en 1936, y un tío suyo era cuñado de Carlos Puget, quien había sido jefe de la Junta Carlista de Igualada en el siglo xix.